# Pigs in Pain
Pigs in Pain is een Belgische popband.
Ze is gelanceerd in november 2006 als ondersteuning voor een campagne van dierenrechtenorganisatie GAIA tegen het onverdoofd castreren van biggen. Ze heeft ten doel het publiek bewust te maken van het feit dat varkens slecht behandeld worden. 

## Why the Pain?
In de videoclip van de eerste single Why the Pain? zien we de leden in een slachthuis met feestneuzen op in de vorm van varkensneuzen. Een man speelt met voodoopoppetjes met varkenkoppen, waardoor de bandleden ongecontroleerde bewegingen gaan maken. In de tekst wordt aandacht gevraagd voor het onnodige leed dat de varkens wordt aangedaan. Ook zijn in het nummer gillende varkens te horen. Het liedje kwam direct op nummer 1 van de TV JIM-Puur-Belgisch-Chart. De opbrengsten van de single zullen gebruikt worden voor de campagne van GAIA, die onder andere ook een protestkaartenactie van Boomerang van honderdduizenden kaarten behelst. Of Pigs in Pain ooit nog eens een single zullen uitbrengen blijft ongewis.

## Bandleden
- Mr. Pink: Zang
- Mr. Porkstar: Keyboards
- Mr. Big Beat: Drums
- Mr. Piggy Pop: Gitaar
- Mr. Flatnose: Basgitaar

## Discografie
- 2006: Why the Pain?